# 丹施塔特-绍尔恩海姆
丹施塔特-绍尔恩海姆是德国莱茵兰-普法尔茨州的一个市镇。总面积15.24平方公里，总人口6910人，其中男性3427人，女性3483人（2011年12月31日），人口密度453人/平方公里。

## 友好城市
- 法國 贝特尼